# 骨髓組織
骨髓组织（myeloid tissue）是骨腔内的软组织，充填于骨髓腔和松质骨网眼结构内，含白细胞和血小板谱系等处于不同成熟阶段的造血细胞，或脂肪组织。
英语 myeloid（骨髓、髓系、髓樣、髓狀）是指涉骨髓内粒细胞的前體細胞、骨髓類似病症之形容詞。例如，骨髓性白血病“myeloid leukemia”是起自骨髓的造血組織中異常的生長的一種白血病。
在造血細胞生成中，術語「骨髓細胞」（myelocyte）或称中幼粒细胞，是描述非淋巴细胞的任何血细胞。在癌症分類上 myeloid 這個術語經常被使用，尤其是白血病。 
英语 myeloid 不可与 myelin（髓磷脂）混淆，「髓磷脂」是指覆盖諸多神經元軸突的絕緣層。

## 外部連結
- eMedicine Dictionary上的myeloid